# マッケレル (SS-204)
|          |                                                                                  |
| 艦歴     |                                                                                  |
| 発注:    |                                                                                  |
| 起工:    | 1939年10月6日                                                                    |
| 進水:    | 1940年9月28日                                                                    |
| 就役:    | 1941年3月31日                                                                    |
| 退役:    | 1945年11月9日                                                                    |
| 除籍:    | 1945年11月28日                                                                   |
| その後:  | スクラップとして売却                                                             |
| 性能諸元 |                                                                                  |
| 排水量:  | 825トン（水上）1,179トン（水中）                                                 |
| 全長:    | 239 ft                                                                           |
| 全幅:    | 21.7 ft                                                                          |
| 吃水:    | 12 ft                                                                            |
| 機関:    | エレクトリック・ボート製ディーゼルエンジン 4基 エレクトロ・ダイナミック発電機4基 |
| 最大速:  | 水上 16ノット、水中 9ノット                                                      |
| 兵員:    | 士官4名、兵員34名                                                                |
| 兵装:    | 50口径3インチ砲1門 50口径機銃2基 30口径機銃2基 21インチ魚雷発射管6門             |

マッケレル(USS Mackerel, SS-204)は、アメリカ海軍の潜水艦。マッケレル級潜水艦の1番艦。艦名はサバ科の総称に因んで命名された。Mackerelを名乗る魚は広範囲で、同じスズキ目のアジ科やイサキ科だけではなく、カサゴ目ながら紡錘型のホッケ属にも付けられている。

## 艦歴
マッケレルは1939年10月6日にコネチカット州グロトンのエレクトリック・ボート社で起工した。1940年9月28日にウィリアム・R・ファーロング夫人によって命名、進水し、1941年3月31日に艦長ジョン・F・デヴィッドソン少佐の指揮下就役する。
マッケレルはコネチカット州ニューロンドンで第1潜水戦隊に配属され、第二次世界大戦を通じて訓練及び開発に従事した。実験潜水艦として設計されたマッケレルは、ニューロンドンで水中音響研究所での支援任務および艦長候補者学校での訓練任務を担当し、水上艦艇及び航空機の対潜水艦戦訓練を行った。
マッケレルはその活動の大半をニューロンドン付近で行ったが、対潜水艦戦訓練演習のため北はカスコ湾、南はチェサピーク湾へと航海した。ニューロンドンからナラガンセット湾水域では、水中音響研究所での任務と同様に第28.4任務部隊での対潜水艦戦開発任務を行った。マッケレルは戦術上および技術上で海中活動の開発を援助した。
大戦中にマッケレルは一度だけ敵と接触している。1942年4月12日にニューロンドンを出航し、浮上したままバージニア州ノーフォークに向かった。陸軍及び海軍航空機の対潜水艦戦訓練のためであった。14日夜にマッケレルは2本の魚雷が向かってくるのを発見した。マッケレルは回避行動を取ってそれを回避し、浮上中の敵潜水艦に対し2本の魚雷を発射した。翌朝再び敵の潜水艦を発見したが、マッケレルは再び引き離された。
戦争の後半にマッケレルはボストンへの帰還を命じられ、1945年11月9日に退役した。11月28日には除籍され、マッケレルは1947年4月24日にペンシルベニア州フィラデルフィアのノース・アメリカン・スメルティング社にスクラップとして売却された。